# フリオ・ルエラス
フリオ・ルエラス（Julio Ruelas、1870年1月21日 – 1907年9月16日）はメキシコのイラストレーター、画家である。1898年に創刊されたメキシコの文芸雑誌「Revista Moderna（現代雑誌）」の主任イラストレーターになり、メキシコの象徴主義の芸術家と交流した。

## 略歴
メキシコ中部のサカテカスに生まれた。父親は政治家で、1867年から1872年の間大統領を務めた、ベニート・フアレスの支援者で、ポルフィリオ・ディアス大統領（在位:1881年-1911年）時代には外務大臣を務めた人物である
。父親の仕事のために1876年からメキシコ・シティで育った。
メキシコシティの美術学校、アカデミア・デ・サン・カルロス(Academia de San Carlos)で学んだ後、1891年に奨学金を得てドイツに渡り、
カールスルーエに留学した。ドイツでは象徴主義の画家、アルノルト・ベックリンやフェリシアン・ロップスの作品から影響を受けた。スペイン、バレンシアの王立サン・カルロス・アカデミー(Real Academia de Bellas Artes de San Carlos)でも学んだ。
1895年にメキシコに帰国し、メキシコシティの母校で教え、メキシコの画家たちと交流した。1898年に文芸雑誌「Revista Moderna（現代雑誌）」の共同創立者になり、主任イラストレーターを務めた。この雑誌は、多くのメキシコのモダニズムの画家の作品を掲載し、1903年まで刊行された。
1903年にパリに移るが、3年後結核で没し、パリに埋葬された。37歳であった。

## 作品

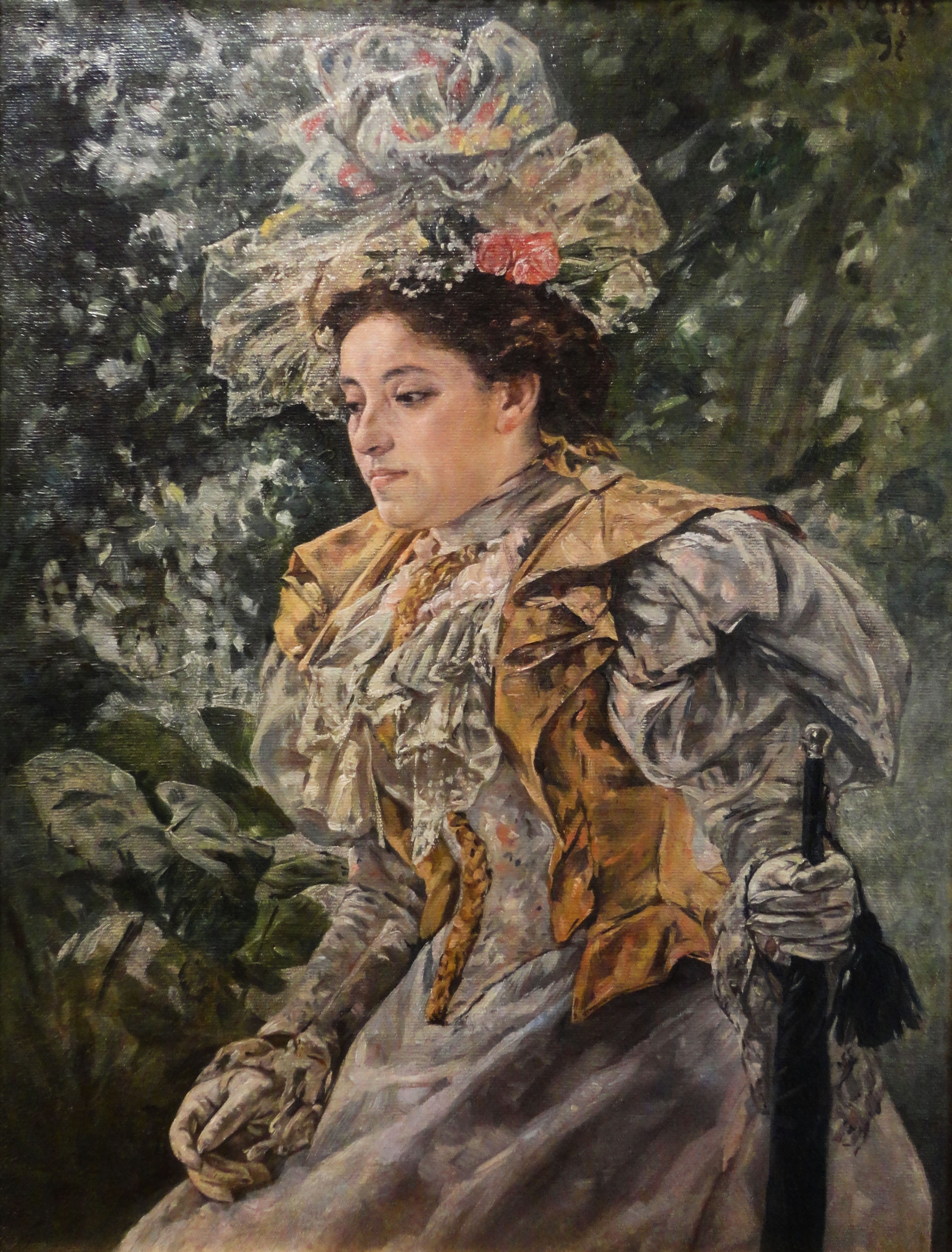
マルガリータ・ルエラス・スアレの肖像画、(1897) メキシコ国立美術館 蔵
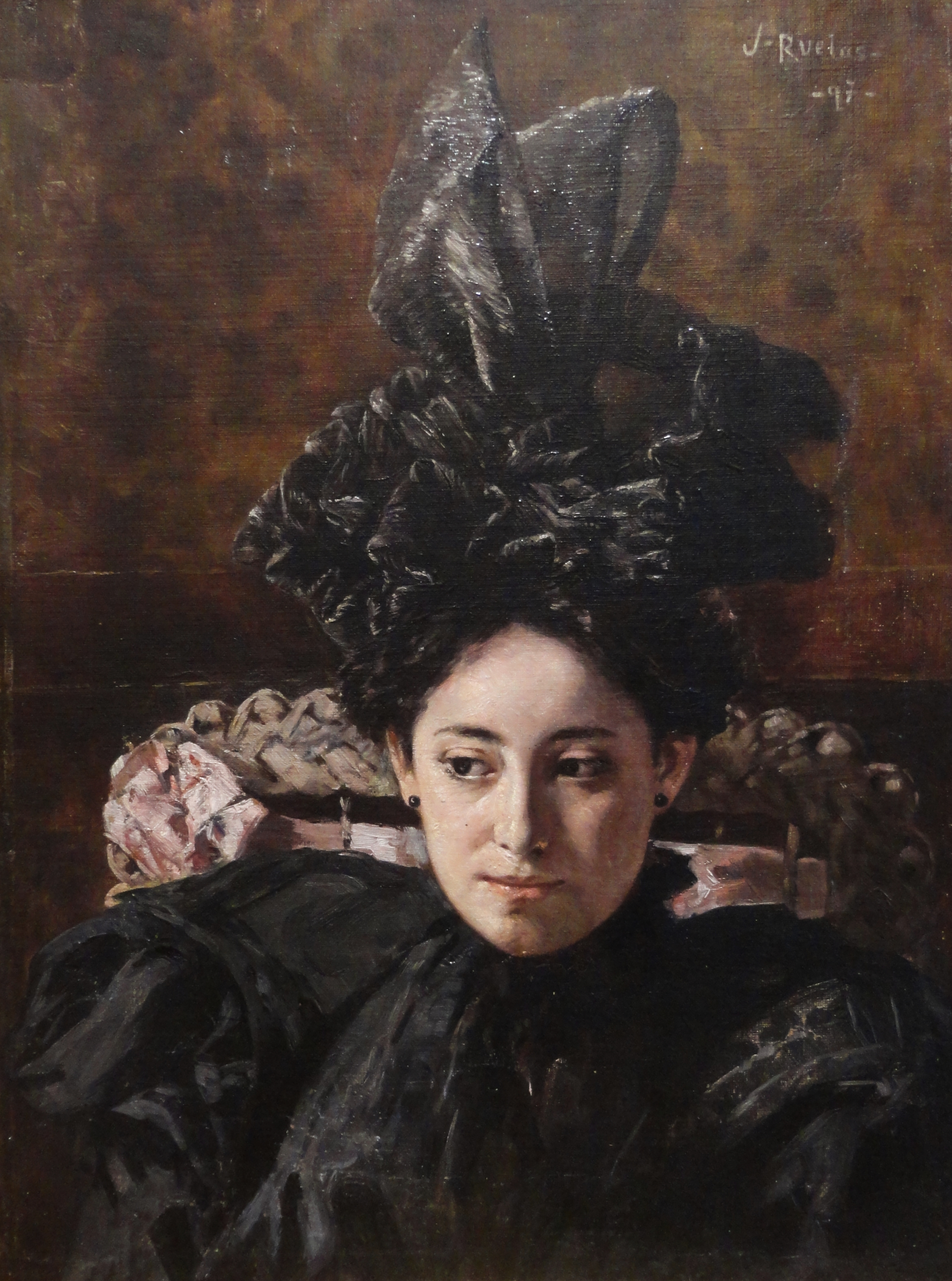
喪服を着たマルガリータ・ルエラス・スアレス、(1897) メキシコ国立美術館 蔵
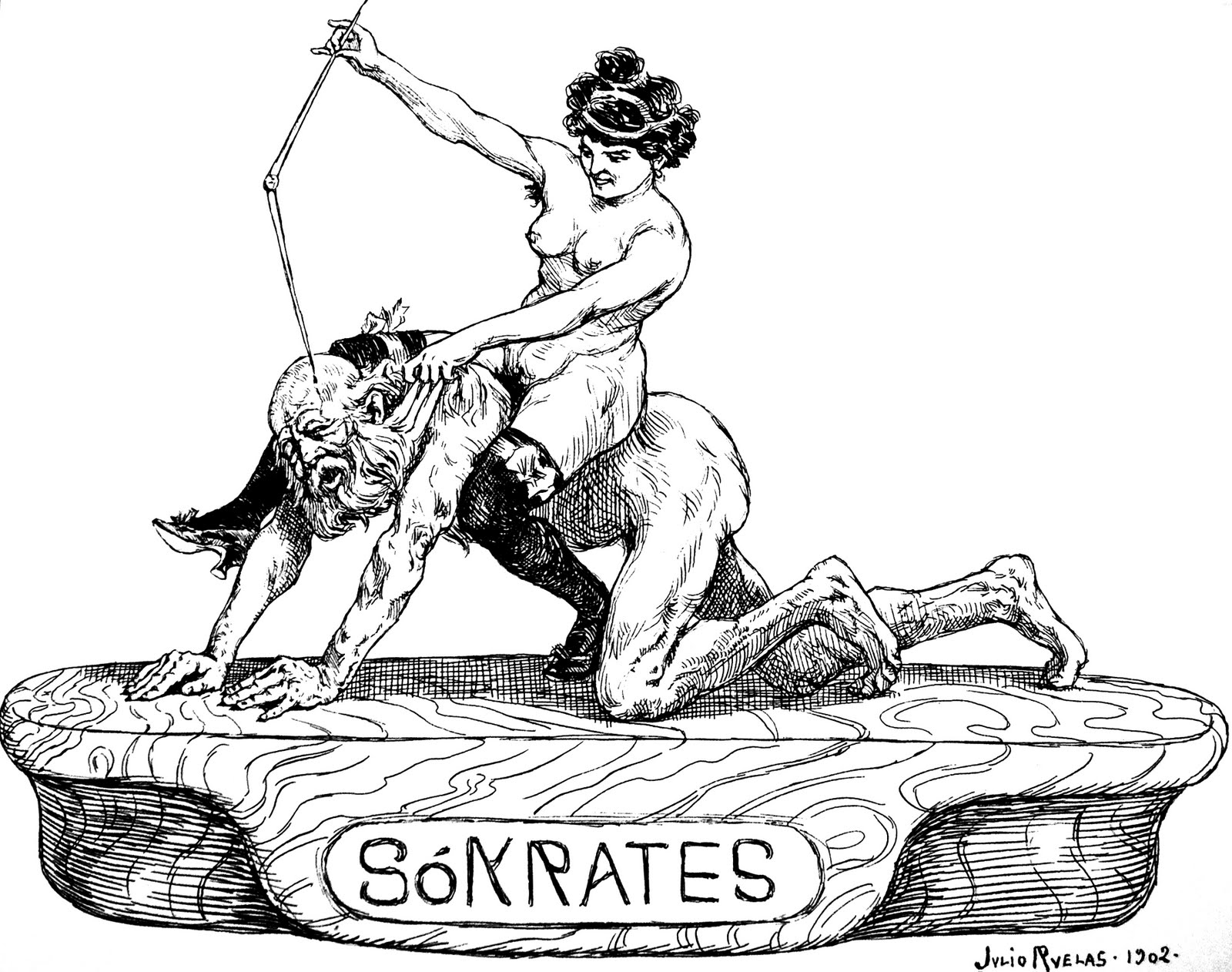
ソクラテス (1902)
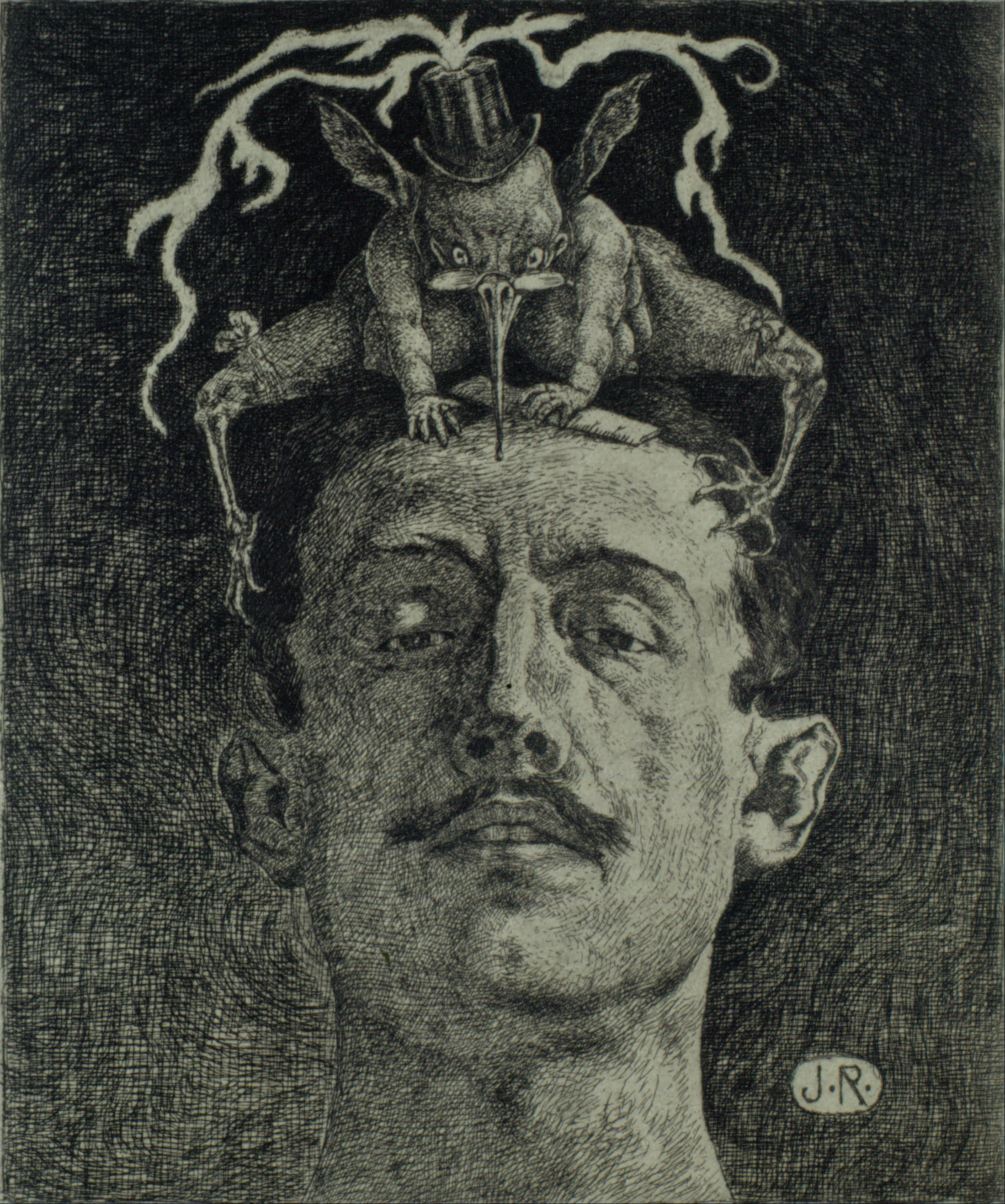
"Criticism" 版画(1907) メキシコ国立美術館 蔵、